# GeeXboX
GeeXboX — дистрибутив Linux, що спрямований на перетворення на домашній кінотеатр чи мультимедіа-центр. GeeXboX використовує MPlayer для відтворення медіа та реалізований як Live CD. Розмір дистрибутиву приблизно 8 мегабайт.

## GeeXboX генератор ISO-образів
GeeXboX генератор ISO-образів являє собою програму, яка створює образи CD/DVD, що містять, окрім програвача GeeXboX також мультимедійні файли, які, після запуску з такого диску, Ви зможете програвати. Це дозволяє використовувати систему на комп'ютерах, які не мають жорсткого диску. Ця програма також дозволяє налаштувати програмний інтерфейс для користувача. Генератор ISO-образів містить систему GeeXboX.

## Версія 2
Паралельно розробили дві версії GeeXboX — 1.x та 2. Найбільшою зміною у версії 2 є впровадження програми Freevo, — багатофункціонального медіа-центру. Це дозволяє перетворити Ваш комп'ютер, оснащений тюнером телебачення, у безплатний та повно-функціональний цифровий записувач. Версія 2 до сих пір знаходиться у стадії тестування і не призначена для домашнього використання.